# Tipula (Eumicrotipula) palitans
Tipula (Eumicrotipula) palitans is een tweevleugelige uit de familie langpootmuggen (Tipulidae). De soort komt voor in het Neotropisch gebied.